# Heukewalde

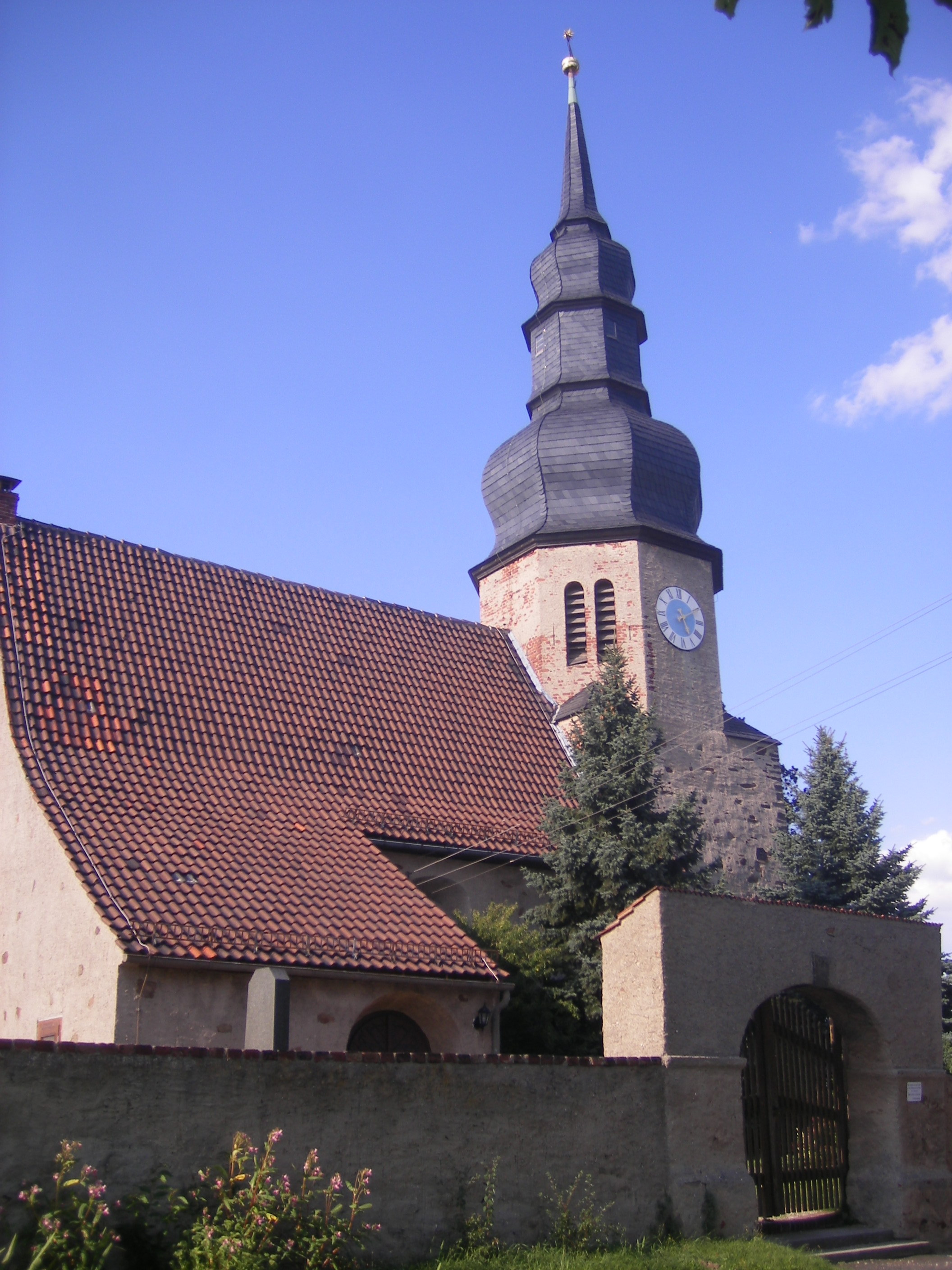
Dorpskerk van Heukewalde

Heukewalde is een gemeente in de Duitse deelstaat Thüringen, en maakt deel uit van de Landkreis Altenburger Land.
Heukewalde telt 191 inwoners.